# Roger Ikor
Roger Ikor (n. 28 mai 1912, Paris, Île-de-France, Franța – d. 17 noiembrie 1986, Paris, Île-de-France, Franța) a fost un scriitor francez care a câștigat Premiul Goncourt în 1955.

## Biografie
De origine evreiască, a fost student și profesor de literatură la liceul Condorcet, precum și la liceul Pasteur din Neuilly-sur-Seine. În iunie 1940, a fost luat prizonier de război și a fost trimis la Oflag II-D în Pomerania, unde a realizat un ziar clandestin. A fost colegul de clasă al lui Georges Pompidou în Khâne și cei doi bărbați au rămas întotdeauna în strânse relații. După război, a predat la Paris la liceul Charlemagne până în 1949, apoi la liceul Carnot.
Marcat de moartea, după opt luni de comă, a fiului său mai mic de 20 de ani, care, la 30 noiembrie 1979, se întorsese la casa tatălui său pentru a se spânzura după ce a aderat la dieta macrobiotică, a continuat până la moarte o luptă împotriva fenomenului sectar și în acest scop a fondat Centrul împotriva manipulării mentale (CCMM).

## Opera
- L'Insurrection ouvrière de juin 1848 ou la Première Commune - 1936
- Saint-Just - 1937
- À travers nos déserts - 1951
- Les Grands Moyens - 1952
- La Greffe de printemps - 1955
- Les Eaux mêlées - Premiul Goncourt 1955
- Mise au net (Pour une révolution de la discrétion) - 1957
- Ciel ouvert - 1959
- Le Semeur de vent - 1960
- Les Murmures de la guerre. Roman. Éditions Albin Michel. 1961
- La Pluie sur la mer - 1962
- La Ceinture de ciel - 1964
- Gloucq ou la toison d'Or - 1965
- Les Poulains - 1966
- Le Tourniquet des innocents - 1972, Éditions Albin Michel
- Pour une fois écoute, mon enfant - 1975, Éditions Albin Michel Souvenirs de captivité.
- Je porte plainte (1981), Éditions Albin Michel
- Les Sectes, un mal de civilisation - 1983, Éditions Albin Michel
- Ô soldats de quarante !… - 1986, Éditions Albin Michel
- Les Fleurs du soir (1985), Éditions Albin Michel